# William Francis Magie
William Francis Magie (Elizabeth, 14 de dezembro de 1858 – Princeton, 6 de junho de 1943) foi um físico estadunidense.
Foi um dos fundadores da American Physical Society, a qual presidiu no período 1910–1912. Foi o primeiro professor de física da Universidade de Princeton, onde se formou em 1880, onde foi também chefe do departamento. Escreveu o na época bem conceituado livro Principles of Physics.

## Publicações selecionadas
- Magie, William Francis. (1911). Principles of physics, designed for use as a textbook of general physics. New York: Century.
- Magie, William Francis. (1935). A Source Book in Physics. Cambridge: Harvard University Press. Includes selections and translations of classic works in physics.